# Małgorzata Dydek
Małgorzata Dydek (née le 28 avril 1974 à Poznań et décédée le 27 mai 2011 à Brisbane) est une joueuse de basket-ball polonaise, au poste de pivot.
Elle remporte un titre de championne d'Europe avec l'équipe de Pologne. Après avoir été nommée no 1 de la draft WNBA 1998, elle participe à une finale de Women's National Basketball Association (WNBA) en 1995 avec la franchise du Sun du Connecticut. Elle est également la meilleure joueuse de l'histoire de la ligue dans la statistique du contre, tant du point du total que de la moyenne par match. En Europe, elle dispute quatre finales de l'Euroligue, avec le club espagnol de Pool Getafe en 1998, le club polonais de Gdynia en 2002 et 2004 et avec un autre club espagnol, Ros Casares Valence en 2007.
Sa très grande taille de 2,18 m (7′ 2″) en fait une arme maîtresse pour toutes les équipes au sein desquelles elle évolue. Cette taille en fait également la joueuse la plus grande ayant jamais joué en WNBA.

## Biographie

### Carrière professionnelle
Elle débute en Pologne avec le TS Olimpia Poznań, club où évolue également sa sœur aînée Katarzyna. Pour sa première participation à une compétition européenne, elle dispute la finale de la coupe Ronchetti, finale perdue face au club italien de Lavezzini Basket Parme sur le score de 91 à 62 en Italie puis 71 à 70 en Pologne. Małgorzata Dydek dispute six rencontres, marquant 10,8 points, captant 6,3 rebonds en 26 minutes 7. Elle remporte également son premier championnat de Pologne, titre qu'elle remporte de nouveau la saison suivante. Pour sa seconde saison dans le club, elle dispute l'Euroligue : le TS Olimpia se qualifie pour le Final Four mais doit s'incliner de demi-finale face au club italien de Côme. Avec 15,2 points par rencontre, elle termine dixième de la compétition. Elle figure également dans le Top 10, sixième, au classement des rebonds avec 8,1.
Elle rejoint alors le championnat de France pour évoluer avec Union sportive Valenciennes Olympic qui revient de remporter son premier titre. Elle dispute de nouveau d'Euroligue, compétition où Valenciennes s'incline face au tenant du titre et futur vainqueur Côme en demi-finale du Final Four. En France, l'USVO termine au cinquième de la saison régulière. Pour sa seconde saison en France, l'USVO dispute la coupe Ronchetti. La campagne européenne se termine en quart de finale, face au club italien de Sport Club Alcamo. les statistiques de Dydek sur la compétition sont de 17,0 points, 11 rebonds, 1,9 passe décisive en 31 minutes 9. Elle termine au quatrième des rebondeuses, et la première pour le rebond défensif. Sur la scène française, Valenciennes parvient en finale du championnat de France mais doit s'incliner en trois manches, deux à un, face à Bourges.
Elle rejoint ensuite l'Espagne où elle évolue avec le club de Pool Getafe. Lors de ses deux saisons, elle obtient le titre de championne d'Espagne. Elle dispute également l'Euroligue, s'inclinant en quart de finale lors de la saison 1996-1997 face aux Allemandes de GoldZack Wuppertal. L'année suivante, Getafe élimine Côme en demi-finale lors du Final Four de l'Euroligue 1997-1998 pour affronter en finale le club français de Bourges. Lors de cette finale, remportée 76 à 64 par les Françaises, elle inscrit 8 points et ne capte qu'un seul rebond en 28 minutes, dominée par son adversaire, la Slovaque Anna Kotocová qui inscrit pour sa part 15 points, capte 9 rebonds, délivre 2 passes et réussit 2 interceptions.
Elle retourne ensuite en Pologne pour évoluer avec VBW Clima Gdynia où elle retrouve sa sœur Katarzyna. Après deux saisons sans parvenir à atteindre les quarts de finale de l'Euroligue, les Polonaises s'inclinent lors de la saison 2000-2001 en quart de finale face à Brno. Comme la saison précédente, elle termine au premier rang du classement des rebondeuses avec 10,7 rebonds. Elle est également première de la statistique du contre avec 3,0. Elle ajoute également 18,5 points ce qui lui assurent une sixième place des marqueuses. L'année suivante, le club polonais élimine Côme en quarts de finale, puis l'ASD Basket Parme, un autre club italien, en demi-finale du Final Four de Liévin. Lors de la finale, elle subit trois fautes dans le premier quart temps puis doit quitter ses coéquipières à trois minutes de la fin en raison d'un cinquième faute. Elle marque 10 points, capte 8 rebonds mais cela s'avère insuffisant pour empêcher son ancien club de l'USVO de remporter son premier titre européen,. Elle termine de nouveau en tête de la statistique des contre, 1,9. Dans les autres catégories statistiques, elle réussit 13,5 points et se classe quatrième des rebondeuses avec 9,3.
Lors de la saison suivante, c'est le club russe de UMMC Ekaterinburg qui prive Gdynia de Final Four en s'imposant en quarts de finale en trois manches. Dydek domine de nouveau la catégorie du contre avec 2,5 par rencontres, et du rebond avec 10,4. Elle est également dixième au classement des marqueuses avec 15,7. La finale du Final Four de l'édition 2003-2004 est identique à celle de 2002 : Gdynia retrouve en finale les Françaises de Valenciennes. Dydek inscrit 17 points, capte 7 rebonds et réussit 1 contre mais les Françaises l'emportent aisément sur le score de 93 à 69, plus grand écart lors d'une finale depuis l'instauration du Final Four,. Pour la quatrième année consécutive, elle termine en tête du classement des contres avec 2,5. Avec 8,2 rebonds, elle termine au huitième rang de cette catégorie. Elle ajoute également 13,4 points.
Pour la cinquième année consécutive, Dydek domine la catégorie du contre en Euroligue. Elle réalise une moyenne de 3,1 blocks. Elle termine une nouvelle fois meilleure rebondeuse défensive et occupe la seconde place des rebonds avec 12 prises par rencontre. Son apport offensif est également important avec 16,5 points et un septième rang en Europe. Gdynia termine sa compétition en quart de finale face à Brno qui s'impose lors de la manche décisive 62 à 52.
Durant ces saisons en Pologne, elle remporte sept titres consécutifs de championne de Pologne.
En novembre 2005, elle rejoint le club russe de UMMC Iekaterinbourg. Ce dernier échoue en huitième de finale de l'Euroligue après une élimination en trois manches face à Pécs. Le temps de jeu de Dydek est réduit à 11 minutes 5, temps qu'elle utilise pour inscrire 3,5 points, capter 3 rebonds, et réaliser 0,5 contre.
Elle rejoint ensuite le championnat d'Espagne pour évoluer avec Ros Casares Valence. Elle dispute 16 rencontres d'Euroligue, avec un temps de jeu de 22 minutes 1. Ses moyennes sont de 7,9 points, 6,6 rebonds, et 1,9 contre, terminant une nouvelle fois première de cette catégorie. Avec Valence, elle dispute sa quatrième finale d'Euroligue face au Dynamo region de Moscou qui l'emporte sur le score de 76 à 62. Lors de cette rencontre, elle inscrit 2 points, capte 5 rebonds et 1 contre.

### Carrière WNBA
Pratiquement inconnue sur le continent américain malgré sa carrière en Europe, elle participe à un camp d'entraînement précédant la draft WNBA 1998. C'est d'abord sa très grande taille qui attire puis ses performances lors de ces entraînements font qu'elle est retenue au premier rang de cette draft par la franchise des Starzz de l'Utah. Dès sa première saison, elle fait partie du cinq majeur lors des 30 rencontres de la phase régulière. Au terme de la saison, elle présente des statistiques de 12,9 points, 7,6 rebonds, quatrième de la WNBA, et 3,6 contres en 28 minutes. Dans cette dernière catégorie, elle termine au premier rang de la ligue, tant du point de vue pourcentage avec 3,8 qu'au nombre total sur la saison avec 114. Ce total est alors le record pour une saison, record qui n'est battu qu'en 2014 par Brittney Griner. Elle termine au second rang du vote désignant la débutante de l'année, WNBA Newcomer of the Year, derrière Suzie McConnell. Elle fait également partie du Top 10 de la ligue mais dans une statistique négative avec une troisième place au nombre de pertes de balles concédées avec 118 sur la saison. 
Les cinq saisons suivantes, Dydek continue de dominer la catégorie statistique du contre, terminant première à la moyenne et au nombre total par saison. Elle est également dans le Top 10 au niveau du rebond défensif ces cinq saisons, terminant première lors de la saison 2001. À la moyenne de rebonds par match, elle termine au huitième rang en 2001 avec 7,6, troisième en 2002 avec 8,7 et dixième en 2003 avec 7,4. 
Elle doit attendre la saison 2001 pour disputer pour la première fois de sa carrière les playoffs de la ligue. Lors de cette saison, les Starzz, après un bilan de 19 victoires pour 13 défaites se fait éliminer par la franchise des Monarchs de Sacramento, qui l'emporte en deux manches. Sur cette série, elle présente des statistiques de 14 points, 7 rebonds, et 3,5 contres en 34 minutes 5. Durant cette même saison, elle réalise le deuxième triple-double de l'histoire de la ligue en réussissant 12 points, 11 rebonds et 10 contres,. Les dix contres qu'elle réalise lors de ce match constitue également le record de contres réussis lors d'une rencontre de WNBA. 
Sa deuxième apparition en playoffs se produit la saison suivante. Lors de ceux-ci, les Starzz parviennent pour la première fois de leur histoire à passer un tour en battant les Comets de Houston sur le score de deux à un. Lors du tour suivant, c'est le futur champion qui met un terme à leur saison : Sparks de Los Angeles s'impose en deux manches. Małgorzata Dydek dispute ces cinq rencontres, avec des statistiques de 12 points, 8,8 rebonds et 3,4 contres en 34 minutes 2. Cette saison 2002 est sa meilleure saison au niveau statistique : avec respectivement 13,1 , 8,7 et 0,8, elle réalise ses meilleures moyennes de points, rebonds et passes.
Elle dispute les deux saisons suivantes avec les Silver Stars de San Antonio, les Starzz ayant déménagé dans le Texas. Ces deux saisons se soldent par un bilan négatif, 12 victoires, 22 défaites et sixième rang de conférence, puis 9 victoires et 25 défaites et la septième place à l'Ouest. Sa franchise, désireuse de rajeunir son effectif, l'échange contre Katie Feenstra, huitième de la draft qui s'est déroulée quelques jours plus tôt, et un premier tour de la draft de l'année suivante. Sa nouvelle franchise, le Sun du Connecticut, termine avec le meilleur bilan de la ligue, puis franchit les deux premiers tours de playoffs sur un sweep - série remportée sans défaite - face au Shock de Détroit puis au Fever de l'Indiana. Malgré l'avantage du terrain en finale, le Sun s'incline trois à un face aux Monarchs de Sacramento. Dydek retrouve le premier rang des contreuses - première ex-aequo au nombre total sur la saison avec 71 avec Lisa Leslie mais seconde à la moyenne avec 2,3 derrière cette même joueuse. Elle devient la première joueuse de la ligue à franchir la barre des 700 contres en carrière. Elle franchit une autre barrière avec 2 500 points. Elle est également récompensée à titre individuel en obtenant une place dans le second cinq défensif.
Elle reçoit cette même récompense la saison suivante où elle retrouve le premier rang de la ligue à la moyenne de contres par rencontre - 2,5 - et au total avec 85. Elle obtient une autre nomination dans un Top 10 avec la septième place au classement des rebonds défensifs. Elle franchit une nouvelle barrière avec 800 contres. Elle dispute une nouvelle fois les playoffs, avec des statistiques de 11,0 points, 7,2 rebonds et 2,8 contres. Lors de ceux-ci, le Sun s'incline en finale de conférence face au Shock de Détroit. Elle obtient également une seconde nomination pour le WNBA All-Star Game. 
Pour la neuvième fois en dix ans dans la ligue, elle termine première du classement du nombre total de contres réalisés, obtenant dans le même temps une huitième première place à la moyenne par rencontre. Avec 172 prises, elle termine au troisième rang du classement des rebonds défensifs. Sa franchise échoue au premier tour des playoffs face au Fever de l'Indiana.

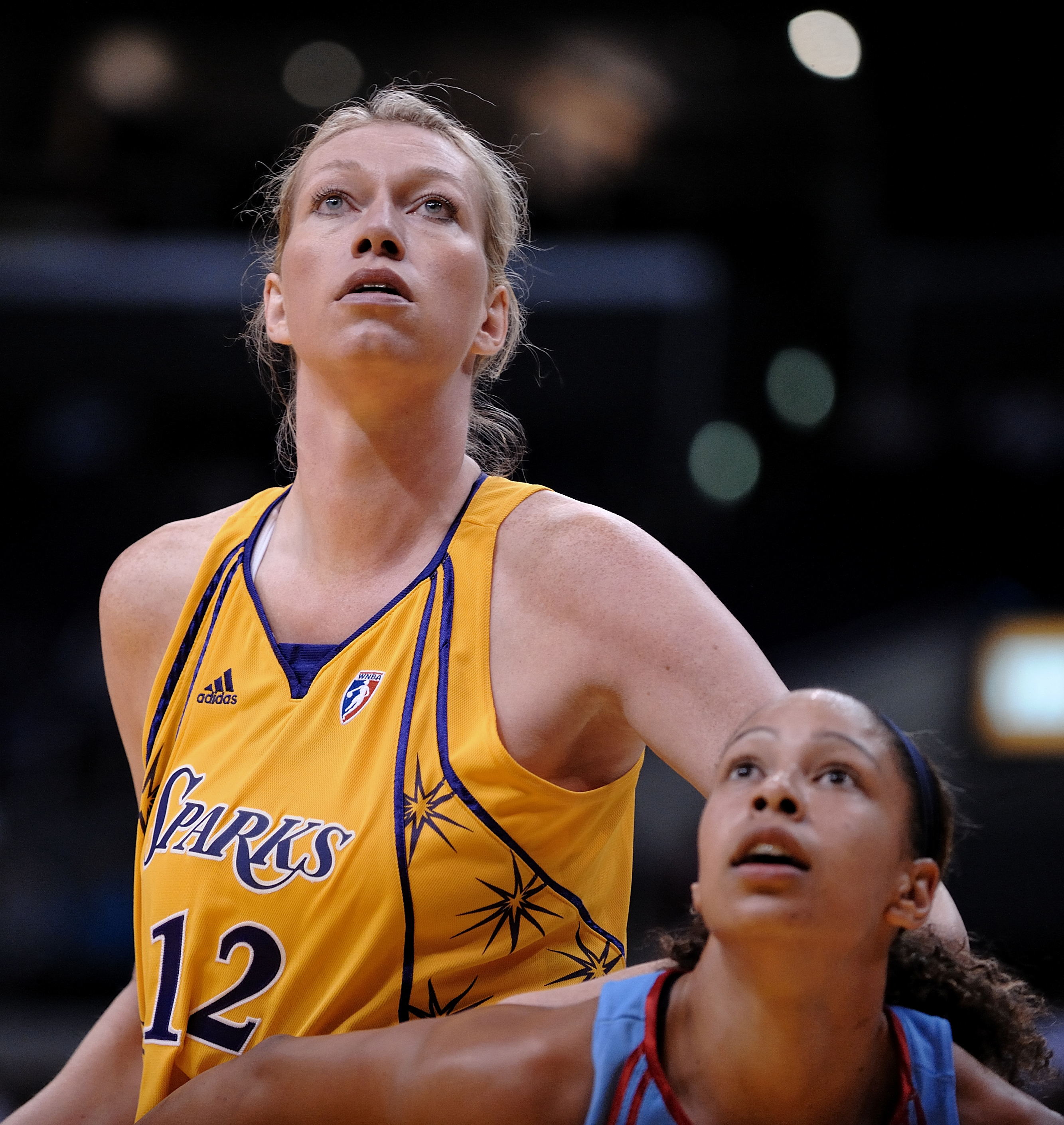
Małgorzata Dydek avec les Sparks.

En 2008, après avoir mis au monde son premier enfant, elle signe un contrat avec la franchise des Sparks de Los Angeles. Elle dispute finalement deux rencontres avec sa nouvelle équipe et produit des statistiques de 2,0 points, 1,5 rebond en 7 minutes.
Au total, durant sa carrière WNBA, Dydek dispute 323 rencontres de saison régulière, inscrit 3 220 points, capte 2 143 rebonds, délivre 525 passes et réussit 877 contres. Cela se traduit par des moyennes de 10 points, 6,6 rebonds - dont 5,5 défensifs - 1,6 passe décisive, 2,7 contres. Dans la catégorie des contres, elle est la meilleure joueuse de l'histoire, devançant Lisa Leslie qui possède 822 contres à son palmarès. La troisième de ce classement est l'Australienne Lauren Jackson avec 568. Sa moyenne de contres par match, 2,72, la place également à la première place de l'histoire, toujours devant Leslie. Au terme de sa carrière, elle détient les quatre meilleurs totaux de contres par saison, avec 114, 113, 107 et 100, respectivement réalisés en 1998, 2001, 2002 et 2003. Son record de 114 est dépassé en 2014 par Brittney Griner.

### Sélection nationale
Elle dispute sa première phase finale importante avec sa sélection nationale lors du Championnat d'Europe 1993 disputé en Italie. Dans une compétition terminée à la cinquième place, Małgorzata Dydek termine avec une moyenne de 14,4 points. La Pologne ne parvient pas à se qualifier pour les deux phases finales des éditions suivantes du championnat d'Europe. Lors des qualifications à ces deux compétitions, Dydek présente des statistiques de 22 points et 6,7 rebonds puis 12,4 points et 8,1 rebonds.
La Pologne est le pays hôte de l'édition suivante du championnat d'Europe. Lors du premier tour, elle concède deux défaites face à la Lituanie puis la République tchèque. En quart de finale, la Pologne bat la Croatie puis la Russie sur le score de 66 à 61. Sur ces deux rencontres, Małgorzata Dydek réussit 19 points et 9 rebonds puis 16 points et 11 rebonds. En finale, les Polonaises sont opposées à l'équipe de France. Les joueuses du pays hôte remportent le titre européen en l'emportant sur le score de 59 à 56, rencontre où elle inscrit 19 points, capte 10 rebonds. Sur l'ensemble de la compétition, ses statistiques sont de 19,3 points, 9,4 rebonds en 33 minutes 3. Sur les huit rencontres, elle termine à cinq reprises avec un double-double.
Ce titre permet aux Polonaises de participer aux Jeux olympiques de 2000 à Sydney. Elles terminent le premier tour avec un bilan de trois victoires et deux défaites. Cela leur permet d'affronter l'Australie en quarts de finale. Les Australiennes l'emportent sur le score de 76 à 48. La Pologne termine finalement huitième après une défaite 64 à 57 face à la Slovaquie. Sur la compétition, Małgorzata Dydek présente des statistiques de 20,4 points, 12,1 rebonds et 1,4 passe. Elle inscrit à cinq reprises 20 points ou plus, sa meilleure performance étant de 32 points. Son record de rebond sur la compétition est 18.
Deux ans après son titre européen, la Pologne ambitionne de défendre son titre lors du Championnat d'Europe 2001 disputé en France. Malgré l'apport de Małgorzata Dydek qui termine meilleure marqueuse, 24,4 points, et meilleure rebondeuse - 10,9 - de la compétition, la Pologne, termine au sixième rang de la compétition après avoir échoué en quarts de finale face à la Lituanie. Sur la compétition, Dydek présente également une moyenne de 2 contres par rencontre, catégorie où elle est la meilleure joueuse. Elle inscrit à deux reprises plus de 30 points, lors du quart de finale avec 31 - elle capte 15 rebonds - et lors du match pour la sixième avec 38 points auxquels elle ajoute 11 rebonds.
Deux ans plus tard, lors du Championnat d'Europe 2003 disputé en Grèce, la Pologne s'incline face à la République tchèque et la France lors du premier tour. en quarts de finale, elle s'impose face à la Slovaquie mais s'incline lors du tour suivant, de nouveau face à la République tchèque, sur le score de 74 à 66. La Pologne s'incline ensuite 87 à 81 face à l'Espagne lors du match de classement pour la troisième place. Malgorzata Dydek est de nouveau meilleure rebondeuse de la compétition avec 12,9 par match - elle occupe la première du classement des rebonds défensifs et des rebonds offensifs. Avec 3,6 contres, elle est également la meilleure joueuse de la compétition dans cette catégorie. Elle inscrit 14,4 points, septième rang de la compétition et délivre 1,4 passe.

### Vie familiale
Elle est la fille de Jan et Maria Dydek. Son père est restaurateur et sa mère couturière. Sa grande taille lui vient de ses parents : son père, mesure 7′ 4″ (2,23 m) et son grand-père 7′ 0″ (2,13 m). Sa mère mesure également 6′ 4″ (1,92 m). Cette famille donne naissance à trois enfants, Katarzyna (en), l’aînée qui a joué une saison en American Basketball League et est également internationale polonaise, Margo et enfin Marta. Celle-ci, internationale juniore polonaise, joue en Espagne, à l'Adecco Estudiantes Madrid et au Ros Casares Valence et en Liga Femenina 2. En 2009, Elle rejoint sa sœur en Australie et évolue en Women's National Basketball League (WNBL) avec l'équipe de Logan Thunder pendant une saison. Désormais connue sous le nom de Margo Twigg, qui évolue pour la première fois de sa carrière avec sa sœur, elle impressionne alors par sa taille, celle-ci se matérialisant par de grands pieds : elle chausse du 54 et ses pieds mesurent 34 centimètres de long.
Margo Dydek est mariée à un Britannique prénommé David. Ils ont deux enfants, David et Alex, dont l'aîné est né en 2008.
Le 27 mai 2011, alors enceinte de 4 mois, elle meurt d'une crise cardiaque,.

## Palmarès

### WNBA
- Finaliste de la WNBA 2005
- Second cinq défensif de la WNBA 2006, 2007

### Équipe nationale
- Championne d’Europe 1999

### Club
- Vice-championne d’Europe Euroligue 2002 et 2004
- Nommée meilleure joueuse européenne de la saison 1999-2000.
- Championne d’Espagne : 2007